# Charles McCarry
Charles McCarry (Pittsfield (Massachusetts), 14 juni 1930 – Fairfax (Virginia), 26 februari 2019) was een Amerikaans auteur van voornamelijk spionageromans.

## Biografie

### Privé
McCarry diende in het Amerikaanse leger, waar hij een correspondent voor legerkrant Stars and Stripes was.  Hij was een journalist voor een lokale krant in een kleine stad en was een speechwriter voor de regering Eisenhower.
Van 1958 tot 1967 werkte hij als geheim agent voor de CIA, onder een deep cover in Europa, Azië en Afrika. Zijn cover was echter niet die van schrijver of journalist. Hij is getrouwd en heeft vier volwassen zoons. Zijn familie komt uit de omgeving van de Berkshirebergen in het westelijk deel van Massachusetts en waar hij tegenwoordig verblijft. 
Hij was een bewonderaar van het werk van William Somerset Maugham, met name van de verhalen van Ashenden. Hij was ook een bewonderaar van auteur Richard Condon.
Charles McCarry overleed in 2019 op 88-jarige leeftijd.

### Als auteur
McCarry is het meest bekend van zijn boekenreeks over het leven van superspion Paul Christopher. Hij werd geboren in Duitsland voor de Tweede Wereldoorlog uit een Duitse moeder en een Amerikaanse vader. Christopher treedt na de oorlog toe tot de CIA en wordt een van haar meest effectieve spionnen. Nadat hij een ongeautoriseerd onderzoek heeft opgestart naar de moord op president John F. Kennedy, wordt  Christopher een paria binnen het bureau en een opgejaagd man. Uiteindelijk brengt hij tien jaar in een Chinese gevangenis door voordat hij vrijgelaten wordt en er een oplossing in het verschiet ligt met betrekking tot het mysterie dat hem zijn hele leven heeft achtervolgd: het lot van zijn moeder, die aan het begin van de Tweede Wereldoorlog spoorloos verdween.
De boeken zijn opmerkelijk vanwege hun historische details en de voorstelling van de werkzaamheden van een spion, evenals de zorgvuldige en uitgebreide beschrijving van Christophers relatie met zijn familie, vrienden, echtgenotes en geliefden.